# Marie-Paule Vertongen
Marie-Paule Vertongen is een gastpersonage uit de televisiereeks F.C. De Kampioenen. Marie-Paule wordt gespeeld door Lea Couzin. Zij was te zien in 1997, 2003, 2005, 2009 en 2010. Ze was ook te zien in F.C. De Kampioenen: Kampioen zijn blijft plezant.

## Personage
Marie-Paule Vertongen is de moeder van de tweeling Marc en Bart. Ze is gehuwd met Theo Vertongen. Samen baten ze een begrafenisonderneming uit. In reeks 14 hielp zij samen met Theo de Kampioenen om Fernand wijs te maken dat Xavier Waterslaeghers door zijn schuld overleden was. In reeks 15 wilden zij en Theo hun begrafenisonderneming schenken aan Marc en Bieke. Zij weigerden dit cadeau echter. Marie-Paule was, net als Pascale De Backer, vastbesloten om het huwelijk van Bieke en Marc zo veel mogelijk naar haar hand te zetten. Bieke was daar echter niet mee opgezet. In reeks 19, kwamen zij en haar man Theo ook naar het doopfeest van hun kleindochter Paulien. Ze droegen een rouwkostuum, aangezien ze nog naar een begrafenis moesten. In reeks 20, wanneer Paulientje door ma Vertongen extra verwend wordt met speelgoed en kleertjes, vreest Pascale dat Paulientje haar minder graag zal zien dan ma Vertongen.
Ze is ook te zien in de Kampioenenfilm uit 2013. Theo niet, omdat de acteur die Theo speelde, Alex Cassiers, in 2012 overleden is.

## Afleveringen
- Reeks 7, Aflevering 8: Schijn bedriegt (1997)
- Reeks 14, Aflevering 2: Innige deelneming (2003)
- Reeks 15, Aflevering 8: Het cadeau (2005)
- Reeks 15, Aflevering 9: De moeders (2005)
- Reeks 15, Aflevering 13: Het huwelijk (2005)
- Reeks 19, Aflevering 5: Doopfeest (2009)
- Reeks 20, Aflevering 6: Een kaarsje (2010)

## Uiterlijke kenmerken
- Halflang rood haar
- Klein van gestalte
- Dikwijls gekleed in rouwkledij

## Catchphrases
- "Eigenlijk dus"